# Sellen (Steinfurt)
Sellen ist eine Bauerschaft im Ortsteil Burgsteinfurt der Stadt Steinfurt in Nordrhein-Westfalen. Bis 1939 war Sellen eine eigenständige Gemeinde.

## Geographie
Sellen ist eine landwirtschaftlich geprägte Streusiedlung ohne einen verdichteten Dorfkern und liegt nordwestlich der Burgsteinfurter Kernstadt. Die natürliche Grenze zur östlich anschließenden Bauerschaft Hollich bildet die Steinfurter Aa. Südlich schließt sich die Bauerschaft Veltrup an. Im nördlichen Teil von Sellen liegt das Naturschutzgebiet Seller Feld. Die ehemalige Gemeinde Sellen besaß eine Fläche von 22,0 km².

## Geschichte
Sellen ist eine alte westfälische Bauerschaft. Die Bauerschaft wurde erstmals im Jahre 890 als „Seliun“ in den Grundbüchern des Klosters Werden urkundlich erwähnt. Im Laufe der Zeit gründeten sich in der Bauerschaft mehrere Haupthöfe, um die herum einzelne Ansiedlungen entstanden. Seit dem 19. Jahrhundert bildete Sellen eine Landgemeinde im Amt Steinfurt des Kreises Steinfurt. Die Gemeinde erhielt 1877 eine eigene Volksschule. Am 1. April 1939 wurde Sellen zusammen mit den benachbarten Bauerschaften Hollich und Veltrup in die damalige Stadt Burgsteinfurt eingemeindet.

## Einwohnerentwicklung
| Jahr | Einwohner | Quelle |
| ---- | --------- | ------ |
| 1858 | 177       | [ 4 ]  |
| 1871 | 152       | [ 5 ]  |
| 1885 | 148       | [ 6 ]  |
| 1910 | 187       | [ 7 ]  |
| 1925 | 164       | [ 8 ]  |
| 1933 | 169       | [ 8 ]  |

## Baudenkmäler
Der Speicher Veltrup 1 und der Fachwerkbackspeicher Veltrup 9 stehen unter Denkmalschutz.

## Kultur
Ein Träger des lokalen Brauchtums ist der Schützenverein Sellen-Veltrup 1519.

## Persönlichkeiten
- Heinrich Göckenjan (1900–1986), Reichstagsabgeordneter der NSDAP und Gauamtsleiter des Amtes für Agrarpolitik des Gaues Westfalen-Nord der NSDAP, war Bauer in Sellen.